# Prague ’11
Prague '11 – piąta miejska kompilacja niemieckiego DJ-a, Markusa Schulza. Płyta swoją oficjalną premierę będzie miała 21 lutego 2011 roku.

## Lista utworów

### Płyta 1
1. Mikulas – Praha
2. Eelke Kleijn – Monkey Movin’
3. Khomha – Rainy in the Night
4. Space Rockerz – Get Down City
5. MSJ – Crossing Planets (Basil O'Glue Remix)
6. Saint X – Bounce
7. Norin & Rad – Segarra
8. Rex Mundi – Sandstone
9. Tucandeo – Lockdown (Big Room Mix)
10. DNS Project feat. Madelin Zero – Another Day
11. Danilo Ercole – Below The Equator Line (Basil O'Glue Remix)
12. Snatt & *** – Warp Drive
13. Pobsky – Dark Cloud (Markus Schulz Big Room Reconstruction)
14. P.A.F.F. presents Paul Spidey - Conductor of Death
15. Wippenberg – Phoenix

### Płyta 2
1. Mikulas – 50.05°N, 14.28°E
2. Skytech – Sirens
3. Aerofoil – Caress 2 Impress (Markus Schulz Big Room Reconstruction)
4. Erick Strong – Heart Inside
5. Snatt & *** – Cold Shower (Markus Schulz Big Room Reconstruction)
6. Aaron Camz – Room to Breathe
7. Beat Service – Outsider
8. Mike Foyle presents Statica – Forty Fathoms
9. Thomas Cresine – Morse Code
10. Rex Mundi – Valley of Dreams
11. Grube & Hovsepian – Invisible
12. Klauss Goulart – Turbulence
13. Why?!? – Lost
14. Mr. Pit – Backstage